# Zeadmete finlayi
Zeadmete finlayi är en snäckart som beskrevs av Powell 1940. Zeadmete finlayi ingår i släktet Zeadmete och familjen Cancellariidae. Inga underarter finns listade i Catalogue of Life.